# Masayuki Maegawa
Masayuki Maegawa (前川 正行 Maegawa Masayuki?, nacido el 20 de junio de 1984 en Mie) es un exfutbolista japonés. Jugaba de centrocampista y su último club fue el Ehime FC de Japón.

## Trayectoria

### Clubes
| Club               | País  | Año         |
| ------------------ | ----- | ----------- |
| Kyoto Purple Sanga | Japón | 2003 - 2004 |
| Ehime FC           | Japón | 2005        |